# Hugo Briatta
Hugo Briatta (* 24. Juni 1996) ist ein französischer Mountainbiker, der sich auf die Disziplin  Cross-Country Eliminator spezialisiert hat.

## Sportlicher Werdegang
Seine Karriere im Mountainbikesport begann Briatta im Cross Country (olympisch) (XCO). Er nahm an Rennen im U23-Weltcup und im French Cup teil, ohne jedoch nennenswerte Ergebnisse zu erzielen.
Nachdem ab der Saison 2017 der UCI-Mountainbike-Eliminator-Weltcup ins Leben gerufen wurde, stieg Briatta auf die Disziplin Cross-country Eliminator (XCE) um. Bereits 2017 konnte er in Antwerpen seinen ersten Sieg im Weltcup erzielen. Im Jahr 2018 stand er bei den Eliminator-Weltmeisterschaften als Zweiter erstmals auf dem Podium.
In seiner bisher stärksten Saison 2019 wurde er Europameister und Französischer Meister und gewann drei Weltcup-Rennen und die Weltcup-Gesamtwertung im Eliminator. Lediglich bei den Weltmeisterschaften musste er hinter seinem Landsmann Titouan Perrin-Ganier zurückstehen. Der Gewinn der Bronzemedaille bei den Europameisterschaften 2020 blieb der vorerst letzte zählbare Erfolg seiner Karriere.

## Erfolge
2017
- ein Weltcup-Erfolg – Eliminator XCE

2018
- Weltmeisterschaften – Eliminator XCE

2019
- Weltmeisterschaften – Eliminator XCE
- Europameister – Eliminator XCE
- Französischer Meister – Eliminator XCE
- drei Weltcup-Erfolge – Eliminator XCE
- Gesamtwertung UCI-MTB-Eliminator-Weltcup

2020
- Europameisterschaften – Eliminator XCE